# Axonopus aureus
Axonopus aureus är en gräsart som beskrevs av Ambroise Marie François Joseph Palisot de Beauvois. Axonopus aureus ingår i släktet Axonopus och familjen gräs. Inga underarter finns listade i Catalogue of Life.